# Schiplage-St. Annen
Schiplage-St. Annen ist ein Ortsteil des Meller Stadtteiles Neuenkirchen.

## Lage
Schiplage-St. Annen liegt innerhalb des Stadtteiles Neuenkirchen nordöstlich des Ortsteiles Neuenkirchen. Damit liegt Schiplage-St. Annen am südöstlichen Rand im Stadtgebiet Melles. Der Ort wird westlich beginnend von den Ortsteilen des Meller Stadtteiles Neuenkirchen Neuenkirchen und Ostenfelde, sowie den Ortsteilen des Meller Stadtteiles Riemsloh Döhren und Westhoyel umgeben.
Der Ortsteil liegt mit seiner östlichen Grenze zur Warmenau, die gleichzeitig die Grenze zwischen den Bundesländern Niedersachsen und Nordrhein-Westfalen bildet. Auf nordrhein-westfälischer Seite grenzt Wallenbrück, ein Ortsteil der Stadt Spenge an.

## Geschichte

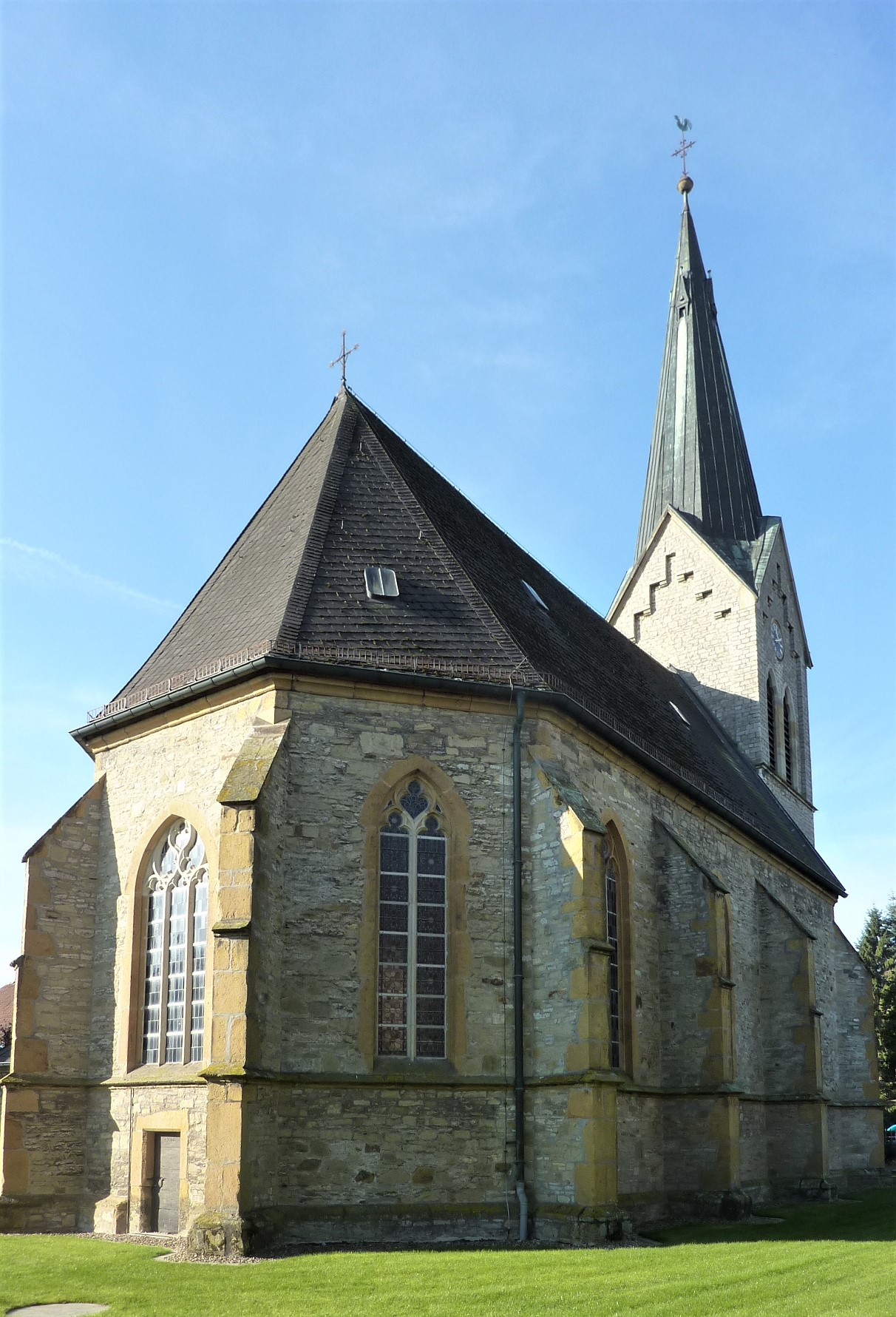
Kirche St. Anna

Bis zur Kreisreform war der Name der Gemeinde Schiplage. Die römisch-katholische Kirche St. Anna in Schiplage ist dem Patronat der legendären Mutter Mariens, der heiligen Mutter Anna, anvertraut. Daher wurde volkstümlich die Kirche mit der sie umgebenden Kirchenburg St. Annen genannt. Bei der Kreisreform 1972, in der der Landkreis Melle nunmehr zur Stadt Melle wurde, wurde Schiplage in Schiplage-St. Annen umbenannt.
Der Ortsname (niederdeutsch: Sceplage) findet sich erstmals in den Lentfriedschen Registern um 1200, sodann in der 1. Hälfte des 13. Jahrhunderts und um 1300.
Die ältesten Vollerbenhöfe Schiplage-St. Annens liegen in Groß- bzw. Klein-Schiplage entlang der Krumke, einem Nebenfluss der Warmenau. Im Gebiet des Ortsteiles liegen zwei Güter, von welchen das Gut Wallenbrück das ältere ist. Das noch heute existierende Gut Warmenau und das ehemalige Gut Wallenbrück liegen am Fluss Warmenau. An der Stelle des Gutes Wallenbrück steht ein Gedenkstein. Bereits seit dem 15. Jahrhundert bis heute sind die Güter in einer Hand vereinigt. Um 1790, bei der Landaufnahme von Du Plat, war ein Großteil der Fläche Schiplages noch den Gütern Wallenbrück und Rolinghof zugehörig.
Um 1505 gründeten die Brüder Cappel von Gut Warmenau die Kirche St. Anna als Tochterkirche von Neuenkirchen. Zuvor hatte es nördlich des Gutes Wallenbrück in Schiplage vermutlich seit 1323 eine Klause (Kluse) gegeben. Die 1505 gebaute Kirche St. Anna war zugehörig zur Benediktinerabtei Iburg und wurde ein Wallfahrtsort. 1651 wurde die Kapelle zur Pfarrkirche erhoben, unter Abtrennung vom evangelischen Kirchspiel Neuenkirchen. Die katholische Pfarrkirche hatte den gleichen Pfarrsprengel wie die evangelische ehemalige Mutterkirche. Die Ausstattung erfolgte durch die Teilung der Pfarreinkünfte.
Die neue Kirche umschloss schon früh eine Kirchenburg, die von der vorwiegend evangelisch geprägten Bauerschaft Schiplage umgeben war. Nach 1945 wuchs die Bevölkerung des Ortes besonders. Es wurden in den nachfolgenden Jahrzehnten neue Siedlungsgebiete in der Nähe der Kirche erschlossen. Die letzte Siedlung entstand 2004. Es hat sich hier ein neuer Ortskern mit der entsprechenden Infrastruktur entwickelt.
Es gab in Schiplage-St. Annen zwei Schulen, eine katholische sowie eine evangelische. Diese Schulen wurden zusammengelegt und zuletzt konfessionell unabhängig und in einem Schulneubau (1957) in Schiplage untergebracht. 1978 wurde die Schule geschlossen. Das Gebäude der Schule wird heute als Veranstaltungsraum genutzt.

## Einwohnerentwicklung
| Jahr | Einwohner |
| ---- | --------- |
| 1972 | 1200      |
| 2012 | 0909      |
| 2014 | 0849      |

### Einwohnerentwicklung Schiplages
Tabelle der Einwohnerentwicklung der Bauerschaft oder Gemeinde Schiplage vor der Kreisreform 1972. Die Daten sind aus dem Ortsverzeichnis des Fürstbistums Osnabrück von Günter Wrede S. 177 entnommen.
| Jahr | Anzahl in angegebener Zählweise                                   |
| ---- | ----------------------------------------------------------------- |
| 1512 | ca. 43 Schatzpflichtige                                           |
| 1634 | ca. 84 Schatzpflichtige                                           |
| 1772 | 33 Hoffeuerstellen, 38 Nebenfeuerstellen, 351 Einwohner           |
| 1821 | 67 Feuerstellen, 508 Einwohner                                    |
| 1858 | 88 Wohngebäude, 548 Einwohner                                     |
| 1885 | 88 Wohngebäude, 106 Haushalte, 531 Einwohner (365 ev., 166 kath.) |
| 1905 | 96 Wohngebäude, 109 Haushalte, 547 Einwohner (348 ev., 199 kath.) |
| 1938 | 124 Haushalte, 579 Einwohner                                      |
| 1939 | 564 Einwohner                                                     |
| 1950 | 845 Einwohner                                                     |
| 1961 | 769 Einwohner                                                     |

1565 hatte Schiplage 3 Vollerben, 1 Halberben, und 10 Erbkötter. 1593 gab es in Schiplage 3 Vollerben, 1 Halberben und 12 Erbkötter.
1634 tauchen in den Registern neben den 3 Vollerben, dem 1 Halberben, 9 Erbköttern, 2 Markköttern, 2 Heuerlingen (und 4 weitere) die ersten 17 Kirchhöfer auf. Von diesen Kirchhöfern waren 4 verbrannt. Die Kirchhöfer bildeten die Häuserzeile um die Kirche herum und bildeten die sogenannte Kirchenburg. Sie waren meist petersfrei, d. h., sie mussten keine Abgaben an die Kirche oder einen anderen Grundherren leisten. Ihre Existenz sicherten sie meist mit einem kleinen Garten und übten ein Handwerk aus, welches keiner Zunftordnung unterlag. Oft betrieben sie eine kleine Gastwirtschaft. Sie hatten keine Anrechte an der Mark.
1718 sind es 3 Vollerben, 1 Halberbe, 8 Erbkötter, 2 Markkötter und 26 Heuerlinge.
1772 werden 3 Vollerben, 1 Halberbe, 8 Erbkötter, 2 Markkötter, 5 Neuwohner und 18 Kirchhöfer genannt.
Man nimmt an, dass die Vollerben und Halberben die ersten Bauernhöfe sind, die gemeinsam eine Fläche besiedelten und gemeinsam einen Esch (ein Stück Acker) bebauten und gemeinsam Rechte an der Mark hatten. Im Grönegau hat sich diese Siedlungsstruktur um 600 bis 800 n. Ch. entwickelt. Die Mark war eine unbeackerte Fläche, die zur Weide und Hude, sowie zum Holzeinschlag genutzt wurde. Adelige Güter hatten in der Regel ebenfalls einen festgelegten Nutzungsanteil an der Mark. Bei steigendem Bevölkerungswachstum wurde zuerst beackertes, also nicht zur Mark gehöriges Land überzähligen Nachkommen abgegeben. Diese Höfe nannte man Erbkötter, da sie auf dem eigenen Land entstanden. Schließlich musste auch die Mark besiedelt werden. Die Höfe, die in der Mark angelegt wurden, nannte man Markkötter. Diese Höfe erhielten ebenfalls Nutzungsanteile an der Mark. Danach entstand die Klasse der Heuerlinge. Sie hatten kein eigenes Land, nur einen sogenannten Kotten mit oft einem kleinen Garten und arbeiteten für „ihren“ Bauern, der ihnen den Kotten verpachtet hatte. Sie hatten keinen Anteil an der Mark, nutzten sie aber häufig trotzdem mit. Auch die Pfarrer hatten häufig einen Anspruch auf Nutzung der Mark. Gleichzeitig bauten die Adeligen ihre Nutzungsrechte an der Mark über die Jahrhunderte aus. Langfristig führte dies zu einer Übernutzung der Mark. Die Hofhaltung mit dem Konzept der kombinierten Wirtschaft von Acker und Mark ging nicht mehr auf. Im 17. Jahrhundert reiften deshalb Pläne die Marken aufzuteilen und zu privatisieren, um den Bauernstand zu erhalten und zu unterstützen. Dazu mussten die Marken vermessen werden (Karten von Du Plat), damit die Marken unter Berücksichtigung der Nutzungsrechte aufgeteilt werden konnten. Dies geschah im Fürstbistum Osnabrück ab ca. 1780 bis 1820.
Schiplage gehörte 1260 zum Kirchspiel Neuenkirchen, aber zur Mark Riemsloh (Karten von Du Plat).

## Politik
Schiplage-St. Annen verfügt seit der Gemeindereform 1972 über keinen eigenen Ortsrat. Einwohner des Ortsteiles sind im Ortsrat von Melle-Neuenkirchen vertreten.

## Sehenswürdigkeiten
- St. Anna-Kirche in Schiplage mit in den 1980er Jahren freigelegten Fresken aus den Jahren 1505/06
- Gut Warmenau

## Öffentliche Einrichtungen
- Kath. Kindergarten St. Anna
- Veranstaltungsraum Alte Schule in Schiplage-St. Annen
- Kath. öffentliche Bücherei St. Annen in Schiplage-St. Annen
- Freiwillige Feuerwehr St. Annen in Schiplage-St. Annen

## Verkehr
Die Landesstraße 83 führt durch die geschlossene Siedlung um die St.-Anna-Kirche. Schiplage-St. Annen ist durch den Stadtbus Melle mit dem Stadtzentrum von Melle verbunden. Eine regionale Busverbindung besteht nach Spenge.

## Vereine
Insgesamt bestehen in Schiplage-St. Annen fünf Vereine, darunter sind:
- Männergesangverein Concordia St. Annen
- Frauengospelchor St. Annen - Sisters

## Persönlichkeiten
- Johannes Heringsdorf (1606–1665), Theologe
- Ferdinand Flore, Pfarrer